# Caneyville (Kentucky)
Caneyville – miasto w Stanach Zjednoczonych, w stanie Kentucky, w hrabstwie Grayson.